# Tungvancseng
Tungvancseng (kínaiul: 统万城，pinjin: tongwancheng; jelentése: „Tízezer népet irányító” 赫连勃勃当年自言“方统一天下，君临万邦，故以统万为名”; Helian Bobo saját kijelentése szerint: "Az égalattit egyesítő hely, melynek ura tízezer népen uralkodik"[forrás?]}), vagy más néven Pajcseng, 白城 pinjin: baicheng, 'Fehér város', 'Fehérvár') máig fennmaradt hsziungnu (ázsiai hun) romváros, amely Kína Senhszi (Shaanxi) tartományában található, Belső-Mongólia Autonóm Terület autonóm tartománytól délre.

## Történelem
Eddig Tungvancseng az egyetlen ismert hsziungnu város. A romokat a 19. században fedezték fel nyugati kutatók, de csak a 21. század első évtizedében kezdődött el a romváros módszeres - kínai tudósok által végzett - felmérése, illetve feltárása.

### Alapítás
A várost Helian Bobo hsziungnu császár építette Hszia nevű államának fővárosaként, az Ordosz-fennsík stratégiailag fontos pontján, a kínai nagy fal mellett. A város építésén hozzávetőleg százezren dolgoztak, a munkálatok 419-ben fejeződtek be. Tungvancseng épületei romos állapotukban napjainkig fennmaradtak, mivel majdnem ezer évig homok borította a várost. A romok rekonstrukciója néhány éve kezdődött.

### A romváros leírása
A város három részből állt:
- palotanegyed, ahol a császári palota található.
- belső negyed, ahol a kormányzati hivatalok vannak, valamint a hivatalnokok és a császári(/káni) család tagjai és rokonaiknak lakhelyei.
- külváros, ahol a köznép lakott.